# Galaxie (Getriebegattung)

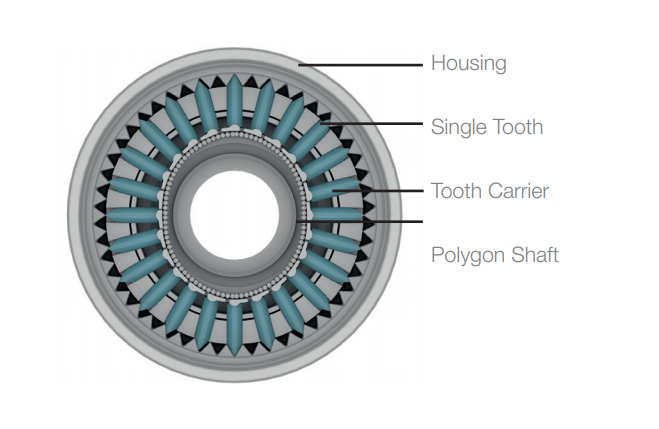
Schnittansicht des Galaxie-Getriebes

Galaxie ist eine Getriebegattung, die sich der Linearführung bedient und vor allem im Hochleistungswerkzeugmaschinenbau, der Laser-Bearbeitung oder in Fräsmaschinen eingesetzt wird. Die Wittenstein Galaxie GmbH, ein Tochterunternehmen der Wittenstein SE, entwickelt, vertreibt und produziert diese Galaxie-Getriebe eigenständig.

## Funktionsweise
Das Galaxie-Getriebe bedient sich der sogenannten Linearführung, die über Einzelschubzähne realisiert wird und eine Art segmentierte Planeten repräsentieren. Die Bewegung dieser Einzelzähne wird durch einen massiven Zahnträger mit radialen Bohrungen für die Führung der Zähne auf eine zentrische Welle zurückgeführt (siehe Schnittansicht des Galaxie-Getriebes). Die Übersetzungsbildung der Galaxie-Kinematik erfolgt, wie bei den anderen vorgestellten Bauformen von Umlaufgetrieben, ebenfalls durch einen kleinen Zähnezahlunterschied, in diesem Fall zwischen der Zähnezahl des Hohlrades und der Anzahl der Einzelzähne. Wird nun entsprechend die kinematische Kette dieses Getriebes aufgestellt, so wird der grundlegende Unterschied im Vergleich zu den Kinematiken der Planetengetriebe, Spannungswellgetriebe und Zykloidgetriebe offensichtlich: Während diese Getriebe an der Stelle der Abtriebskopplung entweder über ein Rotationsgelenk, eine Elastizität oder eine Kupplung verfügen, wird die Kinematik des Galaxie-Getriebes über die Linearführung charakterisiert.
Aufgrund der Umsetzung der exzentrischen Polygonrotation über die Einzelschubzähne und den massiven Zahnträger auf eine zentrische Abtriebswelle verfügt die Galaxie-Kinematik über eine sehr hohe Verdrehsteifigkeit.

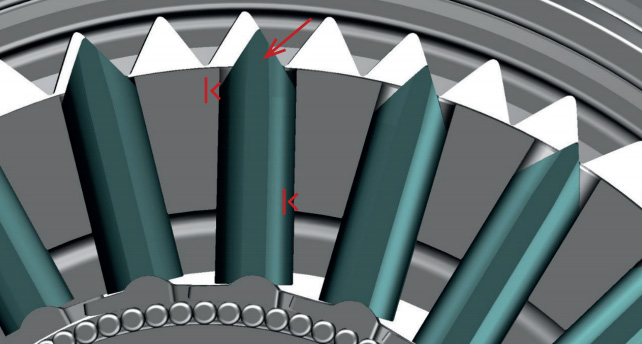
Punkt-Anlage am Einzelzahn in der Zahnführung

Für die zuverlässige Funktion der Einzelzähne in den Bohrungen des Zahnträgers ist zwangsläufig ein gewisses Spiel erforderlich. Dadurch ergibt sich bei der Abstützung des Einzelzahns im Zahnträger ein 2-Punkt-Kontakt (Punkt-Anlage am Einzelzahn in der Zahnführung). Durch die hier entstehende große Stützlänge sowie den kurzen Weg zwischen Hohlrad- und Zahnträgerkontakt des Einzelzahnes entstehen vergleichsweise geringe Kräfte an den Kontaktpunkten.
Der hauptsächliche Unterschied zwischen dem Galaxie-Getriebe und bisher üblichen Bauformen liegt in der Anbindung der Abtriebswelle. Wo bei anderen Getrieben Federn, Drehgelenke oder Kupplungen zum Einsatz kommen, wird in der Galaxie-Kinematik eine Linearführung eingesetzt. Diese Linearführung ist die Basis für die Klassifizierung als Einzelschubzahngetriebe. Durch diese Linearführung in Kombination mit einer hohen Anzahl gleichzeitig in Eingriff stehender Einzelzähne in einem hochsteifen Zahnträger wird die hohe Steifigkeit des Getriebes erzeugt.
Zudem erlaubt diese Kinematik den Aufbau von spielfreien Getrieben. Dieses „Nullspiel“ wird durch eine interne Verspannung der Komponenten realisiert. Durch das Design des Getriebes wird dabei aber sichergestellt, dass die maximalen Belastungen bei einem Nullspielgetriebe nicht die der spielbehafteten Variante überschreiten. Deswegen erreichen auch die Galaxie-Nullspielgetriebe die gleichen Lebensdauern.